# U-387 (tàu ngầm Đức)
U-387  là một tàu ngầm tấn công  Lớp Type VII thuộc phân lớp Type VIIC được Hải quân Đức Quốc Xã chế tạo trong Chiến tranh Thế giới thứ hai. Nhập biên chế năm 1942, nó đã thực hiện được mười chuyến tuần tra nhưng không đánh chìm được mục tiêu nào. Trong chuyến tuần tra cuối cùng U-387 bị tàu corvette HMS Bamborough Castle của Hải quân Hoàng gia Anh đánh chìm trong biển Barents vào ngày 9 tháng 12, 1944.

## Thiết kế và chế tạo

### Thiết kế

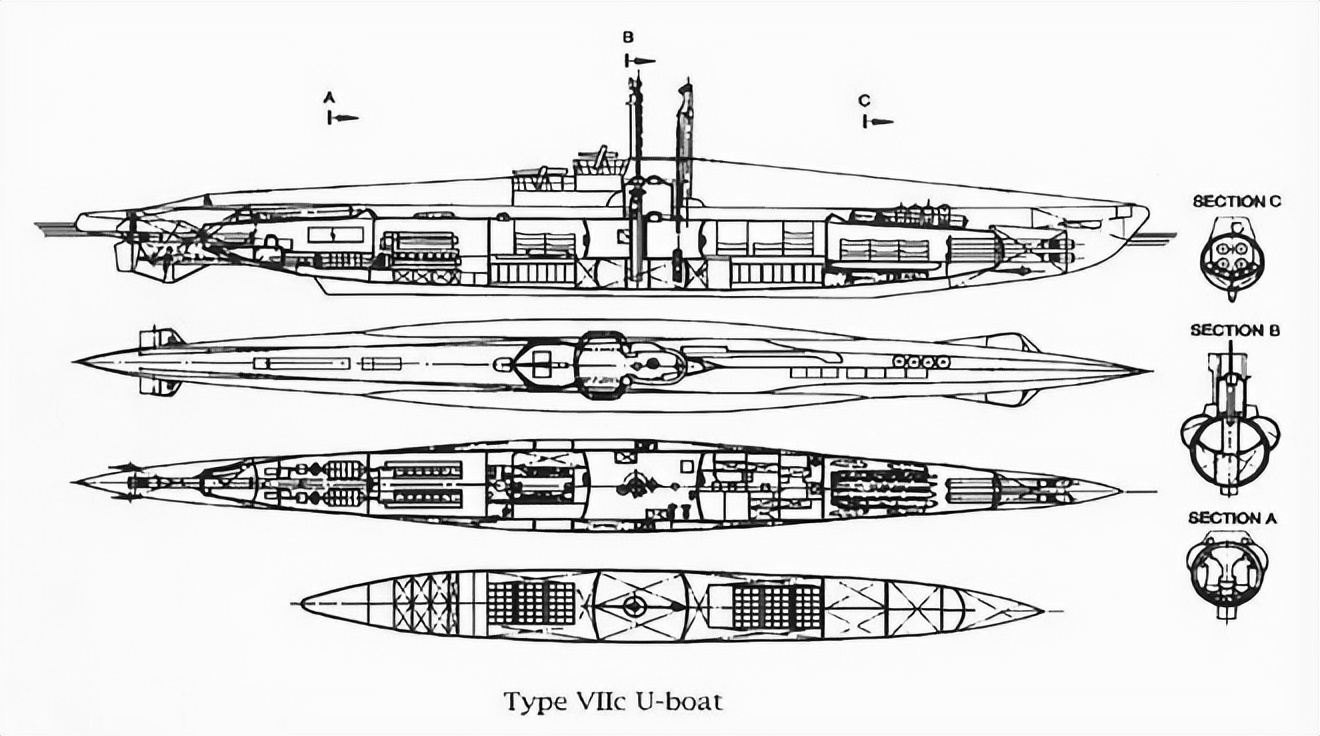
Sơ đồ các mặt cắt một tàu ngầm Type VIIC

Phân lớp VIIC của Tàu ngầm Type VII là một phiên bản VIIB được kéo dài thêm. Chúng có trọng lượng choán nước 769 t (757 tấn Anh) khi nổi và 871 t (857 tấn Anh) khi lặn). Con tàu có chiều dài chung 67,10 m (220 ft 2 in), lớp vỏ trong chịu áp lực dài 50,50 m (165 ft 8 in), mạn tàu rộng 6,20 m (20 ft 4 in), chiều cao 9,60 m (31 ft 6 in) và mớn nước 4,74 m (15 ft 7 in).
Chúng trang bị hai động cơ diesel Germaniawerft F46 siêu tăng áp 6-xy lanh 4 thì, tổng công suất 2.800–3.200 PS (2.100–2.400 kW; 2.800–3.200 bhp), dẫn động hai trục chân vịt đường kính 1,23 m (4,0 ft), cho phép đạt tốc độ tối đa 17,7 kn (32,8 km/h), và tầm hoạt động tối đa 8.500 nmi (15.700 km) khi đi tốc độ đường trường 10 kn (19 km/h). Khi đi ngầm dưới nước, chúng sử dụng hai động cơ/máy phát điện Garbe, Lahmeyer & Co. RP 137/c  tổng công suất 750 PS (550 kW; 740 shp). Tốc độ tối đa khi lặn là 7,6 kn (14,1 km/h), và tầm hoạt động 80 nmi (150 km) ở tốc độ 4 kn (7,4 km/h). Con tàu có khả năng lặn sâu đến 230 m (750 ft).
Vũ khí trang bị có năm ống phóng ngư lôi 53,3 cm (21 in), bao gồm bốn ống trước mũi và một ống phía đuôi, và mang theo tổng cộng 14 quả ngư lôi, hoặc tối đa 22 quả thủy lôi TMA, hoặc 33 quả TMB. Tàu ngầm Type VIIC bố trí một hải pháo 8,8 cm SK C/35 cùng một pháo phòng không 2 cm (0,79 in) trên boong tàu. Thủy thủ đoàn bao gồm 4 sĩ quan và 40-56 thủy thủ.

### Chế tạo
U-387 được đặt hàng vào ngày 21 tháng 11, 1940, và được đặt lườn tại xưởng tàu của hãng Howaldtswerke ở Kiel vào ngày 5 tháng 9, 1941. Nó được hạ thủy vào ngày 1 tháng 10, 1942, và nhập biên chế cùng Hải quân Đức Quốc Xã vào ngày 24 tháng 11, 1942 dưới quyền chỉ huy của Hạm trưởng, Đại úy Hải quân Rudolf Büchler.

## Lịch sử hoạt động

### 1943
Sau khi hoàn tất việc huấn luyện trong thành phần Chi hạm đội U-boat 5, U-387 được điều sang Chi hạm đội U-boat 7 từ ngày 1 tháng 7, 1943 để hoạt động trên tuyến đầu. Con tàu lại được điều sang Chi hạm đội U-boat 13 từ ngày 1 tháng 11 cho đến hết quãng đời hoạt động.

#### Chuyến tuần tra thứ nhất
Sau khi di chuyển từ Kiel đến cảng Marvika (ngoại ô Kristiansand), rồi đến Bergen cùng thuộc Na Uy vào cuối tháng 6, 1943, U-387 xuất phát từ đây vào ngày 3 tháng 7 cho chuyến tuần tra đầu tiên trong chiến tranh. Nó hoạt động dọc theo bờ biển Na Uy, rồi hướng lên phía Bắc cho đến đảo Svalbard và vòng qua phía Tây đảo Bear, nhưng không tìm thấy mục tiêu nào phù hợp. Chiếc tàu ngầm kết thúc chuyến tuần tra tại cảng Narvik, Na Uy vào ngày 21 tháng 8.

#### Chuyến tuần tra thứ hai và thứ ba
Từ căn cứ Narvik, U-387 thực hiện liên tiếp hai chuyến tuần tra: từ ngày 18 tháng 9 đến ngày 6 tháng 10, và từ ngày 22 tháng 10 đến ngày 5 tháng 1, 1944, để hoạt động trong biển Barents cho đến tận quần đảo Zemlya Frantsa-Iosifa và ngoài khơi bán đảo Kola. Chiếc tàu ngầm sau đó di chuyển đến cảng Trondhelm, rồi đến Bergen trong tháng 1, 1944.

### 1944

#### Chuyến tuần tra thứ tư, thứ năm và thứ sáu
Sau khi di chuyển từ Bergen đến Narvik trong tháng 1, 1944, U-387 tiếp tục thực hiện hai chuyến tuần tra thứ tư và thứ năm: từ ngày 20 tháng 4 đến ngày 5 tháng 5, và từ ngày 20 tháng 5 đến ngày 8 tháng 6, để hoạt động trong biển Na Uy về phía Đông Bắc Iceland, trước khi quay trở về Skjomenfjord. Từ đây nó có thêm một chuyến tuần tra ngắn trong hai ngày 23 và 24 tháng 6.

#### Chuyến tuần tra thứ bảy
U-387 khởi hành từ căn cứ Narvik vào ngày 11 tháng 7 cho chuyến tuần tra thứ bảy để lại hoạt động ngoài khơi bờ biển Na Uy. Vào ngày 19 tháng 7, nó bị một thủy phi cơ Short Sunderland thuộc Liên đội 330 Không quân Hoàng gia Anh (với đội bay người Na Uy) xuất phát từ quần đảo Shetland tấn công. Chiếc U-boat bị hư hại đến mức nó phải kết thúc chuyến tuần tra và quay trở về Narvik vào ngày 21 tháng 7, rồi tiếp tục đi đến Trondheim vào ngày 27 tháng 7 để sửa chữa.

#### Chuyến tuần tra thứ tám và thứ chín
Sau khi hoàn tất, U-387 thực hiện chuyến tuần tra thứ tám để di chuyển từ Trondheim đến Narvik từ ngày 28 tháng 9 đến ngày 3 tháng 10. Chuyến tuần tra tiếp theo được thực hiện từ ngày 9 tháng 10 đến ngày 10 tháng 11, khi con tàu vòng qua mũi North để hoạt động trong biển Barents cho đến tận phía Bắc quần đảo Novaya Zemlya.

#### Chuyến tuần tra thứ mười – Bị mất
U-387 xuất phát từ cảng Narvik vào ngày 24 tháng 11 cho chuyến tuần tra thứ mười, cũng là chuyến cuối cùng, để hoạt động trong biển Barents ngoài khơi bán đảo Kola. Vào ngày 9 tháng 12, nó bị tàu corvette HMS Bamborough Castle của Hải quân Hoàng gia Anh thả mìn sâu đánh chìm gần Murmansk, Liên Xô, tại tọa độ 69°41′B 33°12′Đ / 69,683°B 33,2°Đ. Toàn bộ 51 thành viên thủy thủ đoàn của U-387 đều tử trận.

### "Bầy sói" tham gia
U-387 từng tham gia mười một bầy sói:
- Monsun (4 – 5 tháng 10, 1943)
- Eisenbart (23 tháng 10 – 5 tháng 12, 1943)
- Eisenbart (7 tháng 12, 1943 – 3 tháng 1, 1944)
- Donner & Keil (21 tháng 4 – 3 tháng 5, 1944)
- Trutz (23 – 31 tháng 5, 1944)
- Grimm (31 tháng 5 – 6 tháng 6, 1944)
- Feuer (17 tháng 9, 1944)
- Zorn (29 tháng 9 – 1 tháng 10, 1944)
- Grimm (1 – 2 tháng 10, 1944)
- Panther (17 tháng 10 – 7 tháng 11, 1944)
- Stier (25 tháng 11 – 9 tháng 12, 1944)